# 护轨

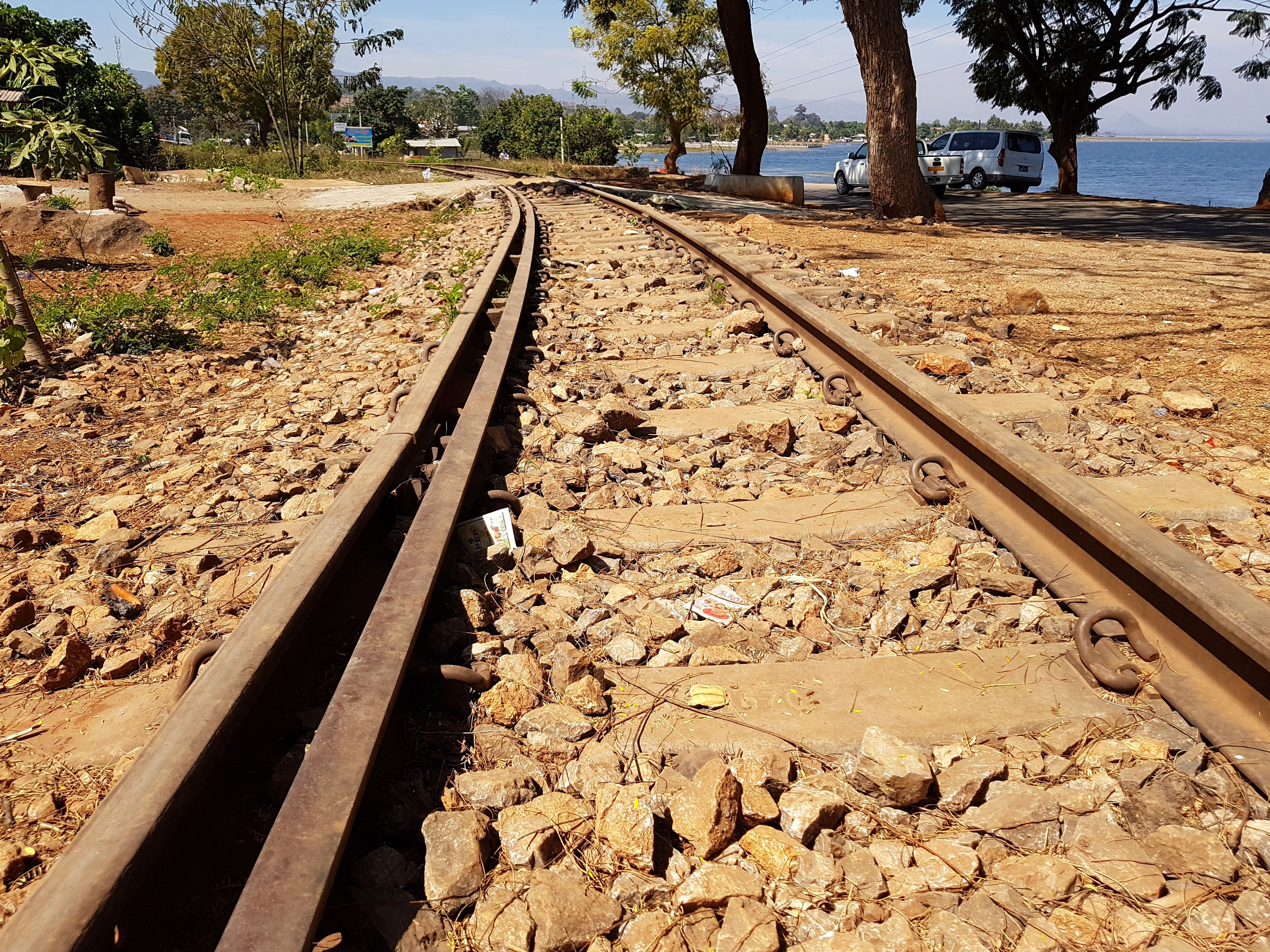
左側鋼軌內側裝有護軌

护轨，也叫护轮轨，是铁路两条钢轨内侧用于防止車轮輪缘横向滑动的平行钢轨。通常在道岔岔心处以及铁路桥梁、急彎道会设置护轨以維護列车行驶的安全。当轮缘从基本钢轨一侧脱离时，另一个轮缘会被对应的护轨卡住，防止列车的继续侧移。